# Sergio Sulbarán
Sergio Luis Sulbarán García (Guanare, Estado Portuguesa, Venezuela; 21 de febrero de 1998) es un futbolista venezolano que juega como centrocampista en el Portuguesa Fútbol Club de la Primera División de Venezuela. 

## Clubes
| Club                | País      | Año           |
| ------------------- | --------- | ------------- |
| Monagas SC          | Venezuela | 2016          |
| Llaneros de Guanare | Venezuela | 2019          |
| Zamora Fútbol Club  | Venezuela | 2019-presente |

## Monagas Sport Club
Su debut como jugador profesional comienza en el Monagas SC para el 2016.

### Torneo Apertura 2016
Para el Torneo Apertura de 2016 continua jugando con el Monagas SC hasta finalizar el Torneo.